# Světový pohár v orientačním běhu 2013
Světový pohár v orientačním běhu v roce 2013 (Orienteering World Cup 2013) je série závodů v orientačním běhu. Tato soutěž je pořádaná každoročně Mezinárodním svazem orientačního běhu (IOF). První oficiální série světového poháru se konala v roce 1986 a poté každý druhý rok až do roku 2004. Od roku 2004 se světový pohár koná každoročně. V roce 2013 bylo na programu 13 bodovaných závodů:  na Novém Zealandu, Norsku, Finsku, Švédsku a Švýcarsku.

## Program světového poháru 2013
| č.  | Datum             | Trať            | Místo                         | Závod                         | Vítěz muži        | Vítěz ženy             |
| --- | ----------------- | --------------- | ----------------------------- | ----------------------------- | ----------------- | ---------------------- |
| 1.  | 6. leden 2013     | Middle          | Palmerston North, Nový Zéland | Oceania Carnival 2013         | Fabian Hertner    | Helena Janssonová      |
| 2.  | 8. leden 2013     | Sprint          | Wellington, Nový Zéland       | Oceania Carnival 2013         | Matthias Kyburz   | Tove Alexanderssonová  |
| 3.  | 13. leden 2013    | Middle          | Napier, Nový Zéland           | Oceania Carnival 2013         | Jerker Lysell     | Tove Alexanderssonová  |
| 4.  | 1. červen 2013    | Sprint          | Oslo, Norsko                  | Nordic Orienteering Tour 2013 | Matthias Kyburz   | Simone Niggli-Luderová |
| 5.  | 2. červen 2013    | Middle          | Oslo, Norsko                  | Nordic Orienteering Tour 2013 | Carl Godager Kaas | Simone Niggli-Luderová |
| 6.  | 4. červen 2013    | Sprint knockout | Sigtuna, Švédsko              | Nordic Orienteering Tour 2013 | Fabian Hertner    | Emma Klingenbergová    |
| 7.  | 7. červen 2013    | Sprint          | Turku, Finsko                 | Nordic Orienteering Tour 2013 | Matthias Kyburz   | Simone Niggli-Luderová |
| 8.  | 8. červen 2013    | Middle          | Turku, Finsko                 | Nordic Orienteering Tour 2013 | Matthias Müller   | Taťána Rjabkinová      |
| 9.  | 8. červenec 2013  | Sprint          | Vuokatti, Finsko              | WOC 2013                      | Mårten Boström    | Simone Niggli-Luderová |
| 10. | 9. červenec 2013  | Long            | Vuokatti, Finsko              | WOC 2013                      | Leonid Novikov    | Simone Niggli-Luderová |
| 11. | 12. červenec 2013 | Middle          | Vuokatti, Finsko              | WOC 2013                      | Thierry Gueorgiou | Simone Niggli-Luderová |
| 12. | 5. říjen 2013     | Middle          | Baden, Švýcarsko              | OL World Cup Final            | Daniel Hubmann    | Simone Niggli-Luderová |
| 13. | 6. říjen 2013     | Sprint          | Baden, Švýcarsko              | OL World Cup Final            | Matthias Kyburz   | Simone Niggli-Luderová |

## Konečné pořadí TOP - 10
| Muži     | Muži      | Muži              | Muži | Ženy     | Ženy      | Ženy                  | Ženy |
| Umístění | Země      | Jméno a příjmení  | Body | Umístění | Země      | Jméno a příjmení      | Body |
| -------- | --------- | ----------------- | ---- | -------- | --------- | --------------------- | ---- |
| 1.       | Švýcarsko | Matthias Kyburz   | 870  | 1.       | Švýcarsko | Simone Niggli         | 885  |
| 2.       | Švýcarsko | Daniel Hubmann    | 685  | 2.       | Švédsko   | Tove Alexanderssonová | 836  |
| 3.       | Švýcarsko | Fabian Hertner    | 587  | 3.       | Švédsko   | Annika Billstamová    | 571  |
| 4.       | Švýcarsko | Matthias Merz     | 474  | 4.       | Dánsko    | Ida Bobachová         | 464  |
| 5.       | Švédsko   | Gustav Bergman    | 466  | 5.       | Švýcarsko | Judith Wyderová       | 459  |
| 6.       | Švédsko   | Jerker Lysell     | 453  | 6.       | Rusko     | Taťána Rjabkinová     | 439  |
| 7.       | Švýcarsko | Martin Hubmann    | 444  | 7.       | Dánsko    | Emma Klingenbergová   | 424  |
| 8.       | Švédsko   | Jonas Leandersson | 426  | 8.       | Švédsko   | Lina Strandová        | 381  |
| 9.       | Švýcarsko | Andreas Kyburz    | 339  | 9.       | Norsko    | Tone Wigemyr          | 314  |
| 10.      | Dánsko    | Tue Lassen        | 331  | 10.      | Švýcarsko | Ines Brodmannová      | 309  |